# Руффин и Венанций
Руффин и Венанций— святые отшельники из Тортоны. День памяти — 14 июля.
Святые Руфaино и Авенанцио — два почитаемых отшельника, живших, согласно истории Феррари в Сареццано, что недалеко от Тортоны, в неустановленное время. Их тела были сокрыты в течение очень долгого времени. После обретения они были перенесены в старый храм Сареццано. В этом месте их почитают публично. В их честь в Сареццано освящён храм.